# Paleoindiáni

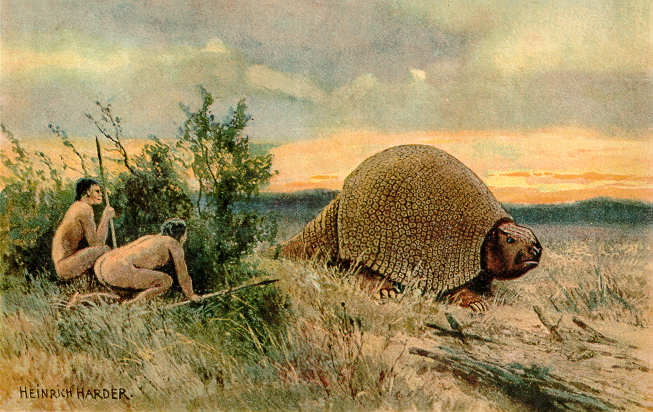
Paleoindiáni jsou nejstarší známí osadníci Ameriky. Paleoindiáni loví Glyptodonta – obraz od Heinricha Hardera (1858–1935), z roku cca 1920.

Paleoindiáni (z řeckého palaios – starý) jsou první lidé, kteří vstoupili a následně osídlili americký kontinent během posledního kvartérního zalednění v pozdním pleistocénu. Jedná se o předky Indiánů a nejpůvodnější obyvatele amerického kontinentu.

## Původ
Vědci dnes většinově tvrdí, že Paleoindiáni přišli na americký kontinent z Asie přes Beringův průliv, který byl díky nižší mořské hladině překročitelný suchou nohou. O této cestě se uvažovalo již od 16. století. Archeologické důkazy pro tuto teorii začaly však být shromažďovány až od 30. let 20. století (důležitou se stala lokalita Mesa na Aljašce). Paleoindiání byli tradiční lovci a sběrači, kteří následovali pleistocenní býložravou megafaunu skrze nezaledněné koridory. Odhady doby příchodu Paleoindiánů do Ameriky se pohybují mezi 40 000–12 000 lety, avšak minimálně před 11 000 lety, protože v té době došlo k opětovnému zatopení Beringova pevninského mostu. O přesnější dataci se mezi vědci stále vedou debaty. Tradiční odhady na základě dostupných archeologických nálezů hovoří o překročení Beringovy úžiny před 14 000 lety, avšak moderní výzkumy posouvají toto datum ještě dále. Na objevených pozůstatcích mamuta bylo doloženo, že lidé obývali severovýchodní Sibiř již před 45 000 lety, což je nejméně 10 000 let dříve, než se původně předpokládalo. Podobně i na americké straně Beringovy úžiny se v arktických oblastech lidé vyskytovali již někdy před 32 000 lety a některé archeologické objevy nasvědčují možnosti, že na Coloradské plošině se první lidé usídlili již před asi 37 000 lety. 

Mapa migrujících Homo sapiens na základě teorií

Existuje i teorie dvou odlišných migračních vln, starší a mladší. Podle výzkumu německých a chilských paleoantropologů, kteří prostudovali lebky Paleoindiánů, jejichž stáří bylo 11 000 let a následně lebky Indiánů jejichž stáří bylo 1000 let. Ze studií zjistili, že mezi oběma lebkami jsou nápadné odlišnosti, které dokládají existenci ještě mladší migrační vlny do Ameriky. Potomky této nejmladší migrační vlny jsou dnešní Indiáni.
Podle alternativní hypotézy se paleoindiání mohli dostat do jižních oblastí Severní Ameriky někdy před 16 000 lety na primitivních lodích. Tato teorie by vysvětlovala některé zásadní skutečnosti jako rychlý vznik pobřežních sídel podél západního pobřeží obou Amerik, nicméně archeologické doklady jsou dnes již zatopeny asi 120 m pod vodou.

## Kultura

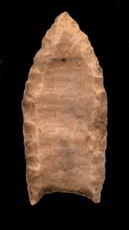
Hrot folsomské kultury

Paleoindiánské kultury náležely k paleolitu (pojem Paleoindián nelze srovnávat s pojmem Indián z paleolitu, neboť překryv zde není přesný). K nejstarším paleoindinánským kulturám patří kultura Clovis, která se objevila někdy kolem roku 11 500 př. n. l. Kultura Clovis je spojována s lovem velkých savců, jako jsou mamuti.
Nejstaršími nalezenými nástroji lidské výroby na americkém kontinentu jsou kamenné hroty šípů a kamenné škrabáky. Paleoindiánské kultury byly původně kočovné (přesuny menších skupin asi 360 km ročně), přechod k zemědělskému způsobu života patrně došlo před 10 000–7000 lety, což patrně bylo podmíněno oteplením severoamerického klimatu před 10 000 lety. Podle výzkumů byla strava Paleoindiánů bohatá na bílkoviny, zřejmě zásluhou lovu nyní již vyhynulé megafauny (mj. mamut a mastodont). Oděvy byly vyrobeny z kůží zvířat. Kůže byly použity také pro stavbu přístřešků. Paleoindiánské, ani pozdější indiánské kultury nedomestikovaly koně, protože koně (stejně jako velbloudi) vyhynuli při velkém vymírání savců možná ještě před příchodem lidí na americký kontinent, nebo krátce po něm. Koně se na americkém kontinentě objevili znovu až v 15. století se Španěly. Populační hustota všech paleoindiánských kultur byla vždy poměrně nízká.
Po Aljašce jsou nejstarší paleoindiánské archeologické lokality v severní Britské Kolumbii, západní Albertě a v oblasti Old Crow Flats v Yukonu. Patrně nejstarší komplexnější kulturou, již Paleoindiáni zformovali, byla Kultura Clovis (nazvaná podle města Clovis v Novém Mexiku, kde v roce 1936 došlo ke klíčovým nálezům), vzniklá asi před 13 500 lety. Pro Severní Ameriku se později stala typickou kultura Folsom, která se živila lovem velkých bizonů. V Jižní Americe je klíčovou lokalita Monte Verde v severní Chile.